# Christen Christiansen Raunkiær
Christen Christiansen Raunkiær (Ravn Kærgård, Lyne Sogn (Varde), 29 de março de 1860 – Frederiksberg, 11 de março de 1938) foi um botânico e ecólogo dinamarquês, reconhecido sobretudo pelo sistema de classificação botânico conhecido por sistema de Raunkiær, que se baseia na morfologia e na posição dos gomos de crescimento das plantas durante a estação desfavorável. Foi pai do explorador Barclay Raunkiær.

## Biografia
Estudou na Universidade de Copenhaga, onde foi assistente no jardim e museu botânico desde 1893 a 1911, e depois professor de botânica de 1912 a 1923.
Estão validamente descritos vários taxa que tomam por epónimo o nome de Raunkiær, entre os quais:
- (Asteraceae) Taraxacum raunkiaeri Wiinst.[3]
- (Malpighiaceae) Malpighia raunkiaeri F.K.Mey.[4]

## Obra
Entre outras, é autor das seguintes obras:
- Raunkiær, C. 1887. Frøskallens Bygning og Udviklingshistorie hos Geraniaceerne. Botanisk Tidsskrift 16, 152-167
- Raunkiær, C. 1888-89. Myxomycetes Daniae eller Danmarks Slimsvampe. Botanisk Tidsskrift 17, 20-105	Descripción en inglés de algunas nuevas y otras poco satisfactoriamente conocidas especies de Myxomycetes descriptas en los tratados precedentes. Botanisk Tidsskrift 17, 106-110
- Raunkiær, C. 1889. Notes on the vegetation of the North-Frisian Islands and a contribution to an eventual flora of these islands. Botanisk Tidsskrift 17, 179-196
- Raunkiær, C. 1893. Vegetationsorganernes Morphologi og Biologi hos de danske Cyperaceer - Bestøvning og Frugtsætning hos de danske Cyperaceer. Botanisk Tidsskrift 18, 19-23
- Raunkiær, C. 1895. De danske Blomsterplanters Naturhistorie. l. Enkimbladede. Gyldendalske Boghandels Forlag, Copenhague
- Raunkiær, C. 1901. Om Papildannelsen hos Aira caespitosa. Botanisk Tidsskrift 24, 223-238
- Raunkiær, C. 1902. Statistisk Undersøgelse over Forholdet mellem Han- og Hunrakler hos vore Alnus-arter. Botanisk Tidsskrift 24, 289-296
- Raunkiær, C. 1903. Anatomical Potamogeton-Studies and Potamogeton fluitans. Botanisk Tidsskrift 25, 253-280
- Ostenfeld, C.H. & Raunkiær, C. 1903. Kastreringsforsøg med Hieracium og andre Cichorieæ [resumen en inglés]. Botanisk Tidsskrift 25, 409-413
- Raunkiær, C. 1904. Comment les plantes géophytes à rhizomes apprécient la profondeur où se trouvent placés leurs rhizomes. Oversigt over Det Kongelige Danske Videnskabernes Selskabs Forhandlinger, 1904, 330-349
- Raunkiær, C. 1904. Om biologiske Typer, med Hensyn til Planternes Tilpasninger til at overleve ugunstige Aarstider. Botanisk Tidsskrift 26, XIV. Ch. 1 in Raunkiær (1934): Biological types with reference to the adaption of plants to survive the unfavourable season, p. 1
- Raunkiær, C. 1905. Types biologiques pour la géographie botanique. Oversigt over Det Kongelige Danske Videnskabernes Selskabs Forhandlinger, 1905, 347-438
- Raunkiær, C. 1905. Om Talforholdene mellem Kønnene hos tvebo Planter og om Talforholdet mellem hanlige og hunlige individer i Afkommet af Hunplanter og tvekønnede Planter hos Gynodiøcister. Botanisk Tidsskrift 26, 86-88
- Raunkiær, C. 1906. Edderkopper og blomsterbesøgende Insekter. Botanisk Tidsskrift 27, 313-316
- Raunkiær, C. 1906. Sur la transmission par hérédité dans les espèces hétéromorphes. Oversigt over Det Kongelige Danske Videnskabernes Selskabs Forhandlinger, 1906, 31-39
- Raunkiær, C. 1907. Planterigets Livsformer og deres Betydning for Geografien. Gyldendalske Boghandel - Nordisk Forlag, København and Kristiania. 132 pp. Ch. 2 in Raunkiær (1934): The life-forms of plants and their bearings on geography, p. 2-104
- Raunkiær, C. 1907. Om Livsformen hos Tussilago farfarus. Et lille Bidrag til Følfodens Naturhistorie. Botanisk Tidsskrift 28, 210. Ch. 3 in Raunkiær (1934): The life-form of Tussilago farfarus, p. 105-110
- Raunkiær, C. 1908. Livsformernes Statistik som Grundlag for biologisk Plantegeografi. Botanisk Tidsskrift 29, 42-43. Traducido al alemán: Statistik der Lebensformen als Grundlage für die biologische Pflanzengeographie. Beiheft zum Bot. Centralbl., 27 (2), 171-206 . 1910. Ch. 4 in Raunkiær. 1924. The statistics of life-forms as a basis for biological plant geography, p. 111-147
- Raunkiær, C. 1908. Fungi from the Danish West Indies collected 1905-1906. Botanisk Tidsskrift 29, 1-3
- Raunkiær, C. 1909. Livsformen hos Planter paa ny Jord. Kongelige Danske Videnskabernes Selskabs Skrifter - Naturvidenskabelig og Mathematisk Afdeling, 7.Rk., 8, 1-70. Ch. 5 in Raunkiær. 1934. The life-forms of plants on new soil, p. 148-200
- Raunkiær, C. 1909a. Formationsundersøgelse og Formationsstatistik. Botanisk Tidsskrift 30, 20-132. Ch. 6 in Raunkiær. 1934. Investigations and statistics of plant formations, p. 201-282
- Raunkiær, C. 1911. Det arktiske og antarktiske Chamæfyteklima. In: Biologiske Arbejder tilegnede Eug. Warming paa hans 70 Aars Fødselsdag den 3. Nov. 1911. Kjøbenhavn. Ch. 7 in Raunkiær. 1934. The Arctic and Antarctic chamaephyte climate, p. 283-302
- Raunkiær, C. 1912 Measuring-apparatus for statistical investigations of plant-formations. Botanisk Tidsskrift 33, 45-48
- Raunkiær, C. 1913. Formationsstatistiske Undersøgelser paa Skagens Odde. Botanisk Tidsskrift 33, 197-243. Ch. 8 in Raunkiær (1934): Statistical investigations of the plant formations of Skagens Odde (The Skaw), p. 303-342
- Raunkiær, C. 1914. Sur la végétation des alluvions méditerranéennes françaises. Mindeskrift i Anledning af Hundredeaaret for Japetus Steenstrups Fødsel (eds H. F. E. Jungersen & E. Warming), pp. 1-33. København. Ch. 9 in Raunkiær. 1934. On the vegetation of the French mediterranean alluvia, p. 343-367
- Raunkiær, C. 1916. Om Bladstørrelsens Anvendelse i den biologiske Plantegeografi. Botanisk Tidsskrift 34, 1-13. Ch. 10 in Raunkiær (1934): The use of leaf size in biological plant geography, p. 368-378
- Raunkiær, C. 1916. Om Valensmetoden. Botanisk Tidsskrift 34, 289-311
- Raunkiær, C. 1918. Om Løvspringstiden hos Afkommet af Bøge med forskellig Løvspringstid [Eng. summ.: On leaftime in the descendants from beeches with different leaftimes]. Botanisk Tidsskrift 36, 197-203
- Raunkiær, C. 1918. Recherches statistiques sur les formations végétales. Biologiske Meddelelser / Kongelige Danske Videnskabernes Selskab, 1 (3), 1-80. Ch 11 in Raunkiær. 1934. Statistical researches on plant formations, p. 379-424
- Raunkiær, C. 1918. Über das biologische Normalspektrum. Biologiske Meddelelser / Kongelige Danske Videnskabernes Selskab, 1 (4), 1-17. Ch. 12 in Raunkiær (1934): On the biological normal spectrum, p. 425-434
- Raunkiær, C. 1918. Über die verhältnismässige Anzahl männlicher und weiblicher Individuen bei Rumex thyrsiflorus Fingerh. Biologiske Meddelelser / Kongelige Danske Videnskabernes Selskab, 1 (7), 1-17
- Børgesen, F. & Raunkiær, C. 1918. Mosses and Lichens collected in the former Danish West Indies. Dansk Botanisk Arkiv 2 (9): 1-18
- Raunkiær, C. 1919. Über Homodromie und Antidromie insbesondere bei Gramineen. Biologiske Meddelelser / Kongelige Danske Videnskabernes Selskab, 1 (12), 1-22
- Raunkiær, C. 1920. Egern, Mus, og Grankogler. En naturhistorisk Studie. Biologiske Meddelelser / Kongelige Danske Videnskabernes Selskab, 2 (4), 1-90
- Raunkiær, C. 1920. Om Kryptogamernes Betydning for Karakteriseringen af Planteklimaterne. Botanisk Tidsskrift 37, 151-158. Ch. 13 in Raunkiær. 1934. On the significance of Cryptogams for characterizing Plant climates, p. 435-442
- Raunkiær, C. 1922. Forskellige Vegetationstypers forskellige Indflydelse paa Jordbundens Surhedsgrad (Brintionkoncentration). Biologiske Meddelelser / Kongelige Danske Videnskabernes Selskab, 3 (10), 1-74. Ch. 14 in Raunkiær. 1934. The different influence exercised by various types of vegetation on the degree of acidity (Hydrogen-ion concentration), p. 443-487
- Raunkiær, C. 1926. Nitratindholdet hos Anemone nemorosa paa forskellige Standpladser. Biologiske Meddelelser / Kongelige Danske Videnskabernes Selskab, 5 (5), 1-47. Ch. 15 in Raunkiær. 1934. The Nitrate content of Anemone nemorosa growing in various localities, p. 488-516
- Raunkiær, C. 1926. Om danske Agropyrum-Arter. (Isoreagent-Studier II). Botanisk Tidsskrift 39, 329-347.
- Raunkiær, C. 1926. Vegetationen paa Maglehøj (vest for Arresø) og lidt om vore Kæmpehøjes Flora i det hele taget. Botanisk Tidsskrift 39, 348-356
- Raunkiær, C. 1928. Dominansareal, Artstæthed og Formationsdominanter. Biologiske Meddelelser / Kongelige Danske Videnskabernes Selskab, 7 (1), 1-47. Ch 16 in Raunkiær (1934): The area of dominance, species density, and formation dominants, p. 517-546
- Raunkiær, C. 1928. Myxomycetes from the West Indian Islands St. Croix, Saint Thomas, U.S. Virgin Islands & Saint John, U.S. Virgin Islands. Dansk Botanisk Arkiv 5 (16), 1-9
- Raunkiær, C. 1930. Variation hos Tussilago farfarus L. Botanisk Tidsskrift 41, 257-258
- Raunkiær, C. 1934. Om de danske Arter af Stellaria media-Gruppen. Botaniske Studier, 1. hæfte (ed C. Raunkiær), pp. 3-30. J.H. Schultz Forlag, Copenhague
- Raunkiær, C. 1934. The Life Forms of Plants and Statistical Plant Geography. Introduce A.G. Tansley. Oxford University Press, Oxford. 632 pp. Collection of 16 of Raunkiær"s publications plus one new
- Raunkiær, C. 1934. Botanical studies in the Mediterranean region. Ch. 17 in The Life Forms of Plants and Statistical Plant Geography, pp. 547-620
- Raunkiær, C. 1935. The vegetation of the sand dunes north of Sousse. Botaniske Studier, 3. hæfte (ed C. Raunkiær), pp. 244-248. J.H. Schultz Forlag, Copenhague
- Raunkiær, C. 1936. The life-form spectrum of some Atlantic islands. Botaniske Studier, 4. hæfte (ed C. Raunkiær), pp. 249-328. J.H. Schultz Forlag, Copenhague
- Raunkiær, C. 1937. Artstal, Artstæthed og Prædominanter i danske Plantesamfund. Botaniske Studier, 5. hæfte (ed C. Raunkiær), pp. 357-382. J.H. Schultz Forlag, Copenhague
- Raunkiær, C. 1937. Hudcellepapiller hos Carex arenaria. Botaniske Studier, 5. hæfte (ed C. Raunkiær), pp. 329-336. J.H. Schultz Forlag, Copenhague
- Raunkiær, C. 1937. Life-form, genus area, and number of species. Botaniske Studier, 5. hæfte (ed C. Raunkiær), pp. 343-356. J.H. Schultz Forlag, Copenhague
- Raunkiær, C. 1937. Plantago intermedia og Plantago major. Botaniske Studier, 5. hæfte (ed C. Raunkiær), pp. 337-342. J.H. Schultz Forlag, Copenhague